# Manfred Germar
Manfred « Manni » Germar (né le 10 mars 1935 à Cologne) est un athlète allemand spécialiste des épreuves de sprint.

## Biographie
Il participe aux Jeux olympiques de 1956 au sein de l'Équipe unifiée d'Allemagne et remporte la médaille de bronze du relais 4 × 100 mètres aux côtés de Heinz Fütterer, Lothar Knörzer et Leonhard Pohl. Il se distingue sur le plan individuel dès l'année suivante en égalant les records d'Europe du 100 mètres et du 200 mètres en respectivement 10 s 2, le 31 juillet 1957 à Cologne, et 20 s 8, le 15 septembre 1957 à Hanovre. Il est élu sportif allemand de l'année 1957.
Il remporte trois médailles lors des Championnats d'Europe 1958 de Stockholm : l'or sur 200 mètres et sur 4 × 100 m, et l'argent dans l'épreuve du 100 m derrière son compatriote Armin Hary. Il égale cette même année son propre record d'Europe du 200 mètres de 20 s 8 à deux reprises, avant de réaliser 20 s 6 le 1er octobre 1958 à Wuppertal.
Il participe en 1960 aux Jeux olympiques de Rome mais ne parvient pas à atteindre les finales du 100 et du 200 m. Il obtient un nouveau succès international en 1962 en remportant le titre continental du relais 4 × 400 m à l'occasion des Championnats d'Europe de Belgrade où l'équipe de la République fédérale d'Allemagne s'impose face à la Pologne et au Royaume-Uni.
Il est élu personnalité sportive allemande de l'année en 1957.

### Palmarès
| Date | Compétition           | Lieu      | Résultat | Épreuve   |
| ---- | --------------------- | --------- | -------- | --------- |
| 1956 | Jeux olympiques       | Melbourne | 3e       | 4 × 100 m |
| 1958 | Championnats d'Europe | Stockholm | 2e       | 100 m     |
| 1958 | Championnats d'Europe | Stockholm | 1er      | 200 m     |
| 1958 | Championnats d'Europe | Stockholm | 1er      | 4 × 100 m |
| 1962 | Championnats d'Europe | Belgrade  | 1er      | 4 × 100 m |

### Records
| Épreuve | Performance | Lieu | Date |
| ------- | ----------- | ---- | ---- |
| 100 m   | 10 s 2      |      | 1957 |
| 200 m   | 20 s 6      |      | 1958 |